# Triumphbogen (Pjöngjang)
Der Triumphbogen (Kaesŏnmun) in Pjöngjang, der Hauptstadt Nordkoreas, befindet sich am Fuße des Moran-Hügels vor dem Kim-Il-sung-Stadion an der Chilsongmun-Straße im Stadtbezirk Moranbong-guyŏk und liegt an der Metrostation Kaesŏn.

Er ist dem Triumphbogen in Paris nachempfunden, jedoch drei Meter höher als sein französisches Pendant und damit der höchste Triumphbogen der Welt.
Das Monument dient dem Gedenken an die Rückkehr von Kim Il-sung aus dem sogenannten Vaterländischen Befreiungskrieg. Es ist eine der touristischen Hauptattraktionen der Stadt. Erbaut wurde es von dem nordkoreanischen Unternehmen Mansudae Overseas Projects.

## Architektur und Symbolik

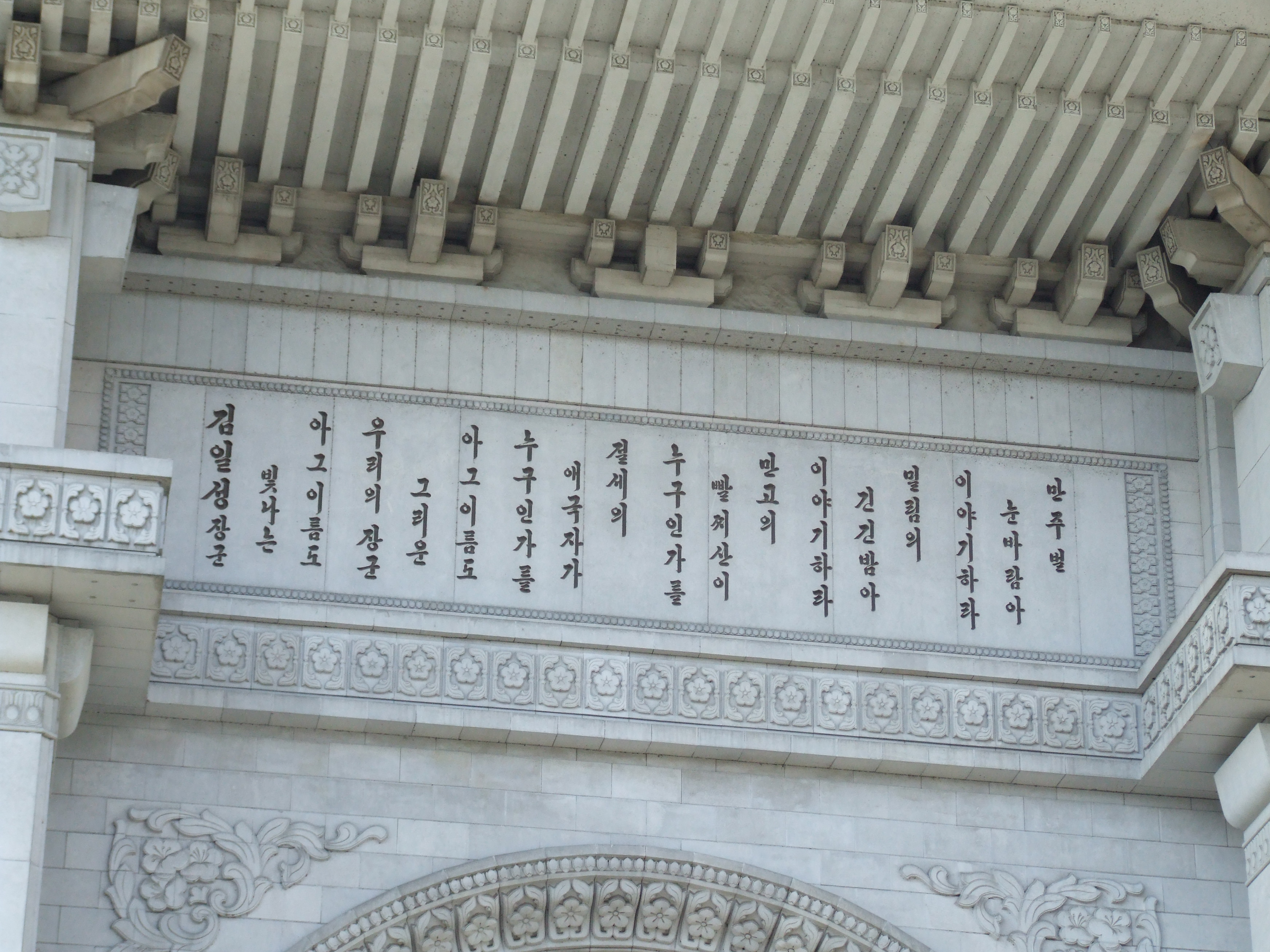
Strophen aus dem Lied vom General Kim Il-sung

Der Triumphbogen wurde im Jahr 1982 auf einer Fläche von 2210 Quadratmetern aus insgesamt 10.500 Granitblöcken erbaut und, wie auch der Chuch’e-Turm, zum 70. Geburtstag des damaligen nordkoreanischen Machtinhabers Kim Il-sung eingeweiht. Er ist 60 Meter hoch und 50 Meter breit und verfügt auf all seinen vier Seiten über je einen mit in Stein gehauenen Azaleen umrahmten Torbogen. Die Höhe der reliefverzierten Bögen beträgt 27 Meter, die Breite 18,60 Meter.
Über einem der Torbögen, die von der vierspurigen Verkehrsstraße durchlaufen werden, sind die ersten beiden Strophen aus dem Lied vom General Kim Il-sung zu lesen. Über einem anderen ist der Paektusan abgebildet. Auf den tragenden Säulen links und rechts dieses Bogens befinden sich, Bezug nehmend auf die japanische Herrschaft in Korea, die Jahreszahlen 1925 und 1945. So soll Kim Il-sung im Jahr 1925 im Alter von 13 Jahren zur Befreiung des Landes in die Mandschurei gezogen und 1945 erfolgreich wieder zurückgekehrt sein. In den Nischen am Fuße dieser Säulen befinden sich auf beiden Seiten Statuen, die Kämpfer für eine Unabhängigkeit vom Japanischen Kaiserreich darstellen sollen; mit geschwenkten Fahnen, Soldatinnen und Soldaten, Arbeiterinnen und Arbeitern, sowie einer bewaffneten Mutter und Kindern.
- Linke Skulpturengruppe
- Rechte Skulpturengruppe

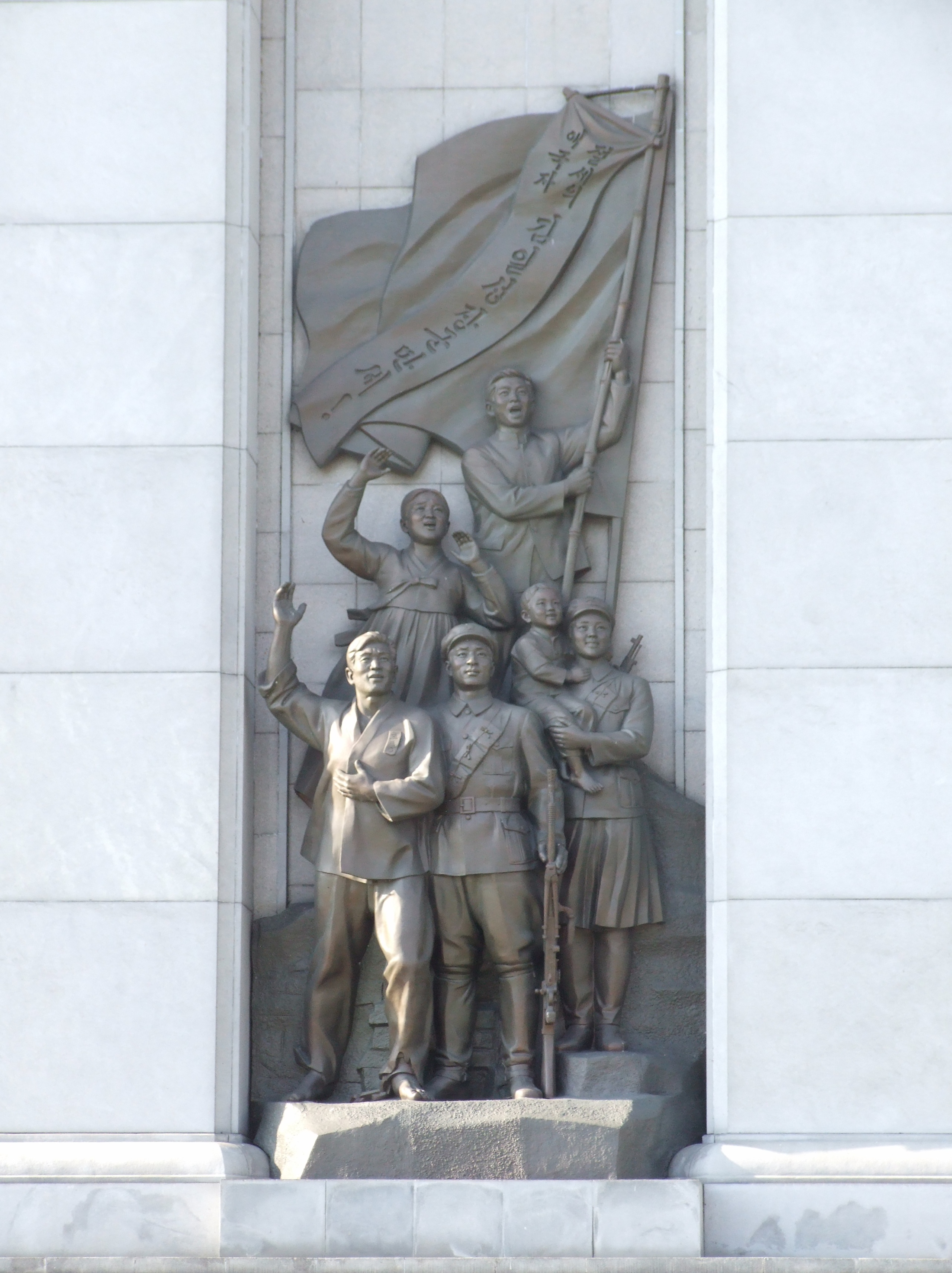
Linke Skulpturengruppe
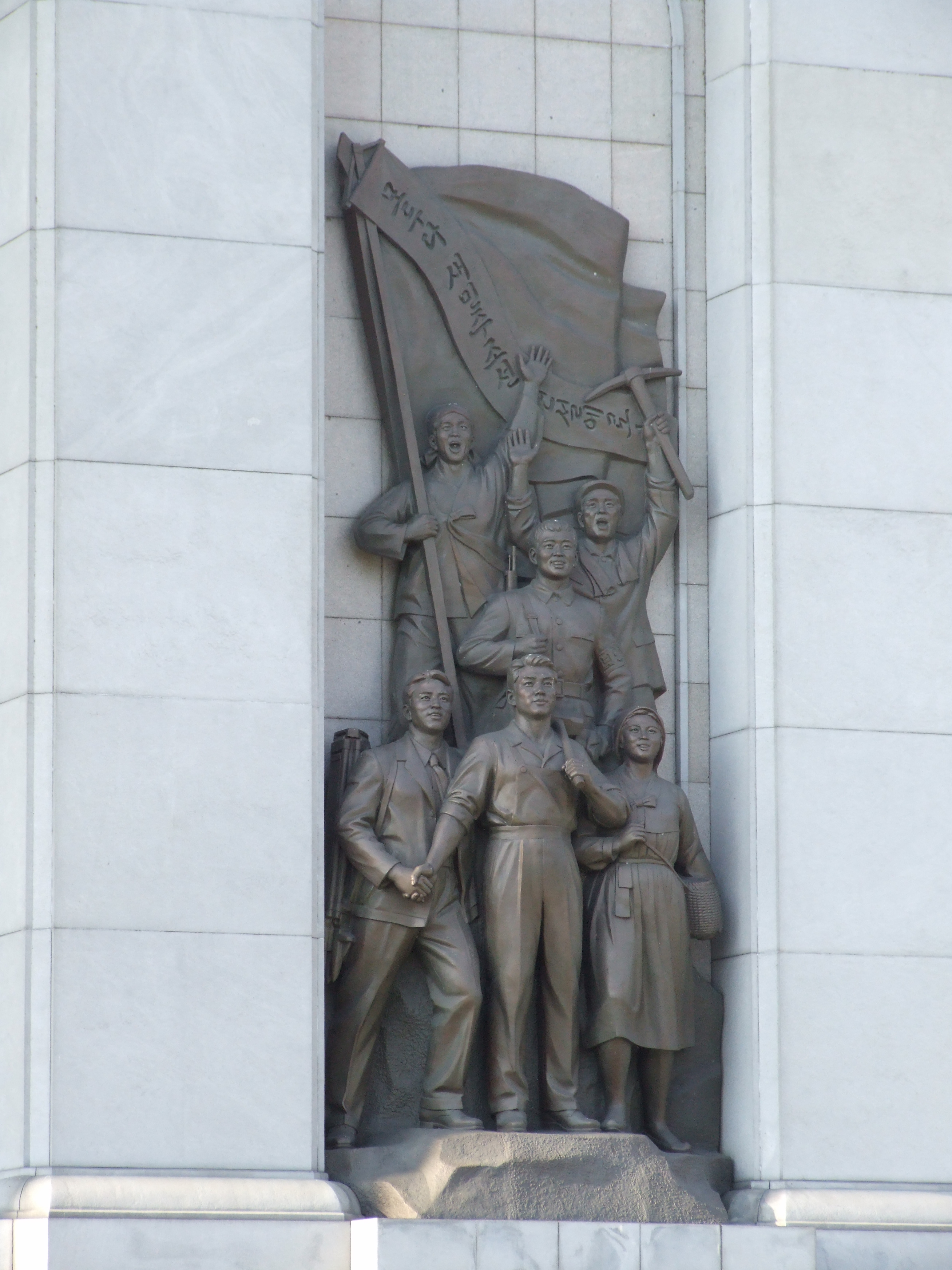
Rechte Skulpturengruppe

Auf dem Triumphbogen befinden sich mehrere Aussichtsplattformen, die mit einem Aufzug betreten werden können.
Der Triumphbogen verfügt über einen Telefonanschluss.

## Motiv auf Banknoten und Briefmarken
Der Triumphbogen ist auf der Vorderseite des 500-Won-Scheines von 2008 und als Wasserzeichen auf dem 100-Won-Schein von 1992 dargestellt. Außerdem ist eine Fotografie des Bogens auf der 40-Chon-Marke der Briefmarkenserie zum Thema Bebauung von Straßenzügen aus dem Jahr 1993 abgebildet. In unmittelbarer Nähe gibt es eine Haltestelle des Oberleitungsbus Pjöngjang.

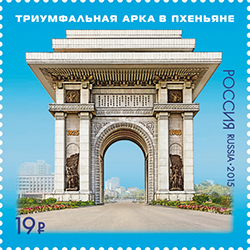
Russische Briefmarke

2015 wurde in Russland anlässlich des 70. Jahrestags der Koreanischen Unabhängigkeit eine Briefmarke mit einem Motiv des Triumphbogen herausgegeben.